# José Martínez (actor)
José Ignacio Martínez Inostroza (Santiago, Chile; 31 de julio de 1975) es un comediante, actor y músico chileno.

## Biografía

### Primeros años
Estudió en la Alianza Francesa y después publicidad en el Instituto Profesional Escuela de Comunicación Mónica Herrera y teatro en La Mancha.[cita requerida]

### Carrera profesional
Incursionó en el malabarismo y, a mediados de los años 1990, comenzó a importar instrumentos de Alemania.
Uno de sus primeros trabajos televisivos fue en el programa Día a día de TVN, donde hizo de DJ en vivo y también estuvo en Si se la puede gana en Canal 13.
Relacionado mucho tiempo con la impronta de payaso, oficio que practicó y con el que se identificó durante años, formó, junto a Cuti Aste, Ramón Llao y Claudia Celedón, un grupo que duró 15 años llamado Hermanos Martínez Internacional, con el que realizaban shows de humor negro, situaciones absurdas, música y magia.
Como actor trabajó en varias sitcom y en numerosas obras de teatro. Trabajó como actor, director, dramaturgo y músico. Obras de teatro como El maléfico y a la vez genial Dr. Fumanchú, Calama, y Tesla, una odisea eléctrica.

## Vida personal
Expareja suya fue la actriz Javiera Contador. Tiene un hijo de otra relación de pareja.
Mantuvo una relación con la actriz y modelo Javiera Acevedo. 
En diciembre de 2022 se casó con Francisca Dulanto (conocida como Aurora Anita), hermana de Cecilia Amenábar. 

## Filmografía

### Cine
| Películas | Películas                             | Películas | Películas        |
| Año       | Película                              | Papel     | Director         |
| --------- | ------------------------------------- | --------- | ---------------- |
| 2000      | Dos hermanos: En un lugar de la noche | Paulo     | Martín Rodríguez |
| 2009      | Súper, todo Chile adentro             | José      | Fernanda Aljaro  |
| 2010      | Qué pena tu vida                      | Tigre     | Nicolás López    |
| 2011      | Qué pena tu boda                      | Tigre     | Nicolás López    |
| 2013      | Qué pena tu familia                   | Tigre     | Nicolás López    |

### Telenovelas
| Teleseries | Teleseries       | Teleseries       | Teleseries |
| Año        | Teleserie        | Papel            | Canal      |
| ---------- | ---------------- | ---------------- | ---------- |
| 2006       | Montecristo      | Ramón Ortega     | Mega       |
| 2011       | Témpano          | Sebastián Munita | TVN        |
| 2011       | Esperanza        | Elías Rocco      | TVN        |
| 2012       | Soltera otra vez | Pablo Aravena    | Canal 13   |
| 2013       | Dos por uno      | Rodrigo Jorquera | TVN        |

### Series y unitarios
| Series y unitarios | Series y unitarios     | Series y unitarios  | Series y unitarios |
| Año                | Serie                  | Papel               | Canal              |
| ------------------ | ---------------------- | ------------------- | ------------------ |
| 2003               | Tensos                 | José                | TVN                |
| 2004               | Quiero                 | Pablo Correa        | Canal 13           |
| 2004               | Geografía del deseo    | Aníbal              | TVN                |
| 2005               | Los simuladores        | Asaltante           | Canal 13           |
| 2005               | Raspando la olla       | Marcelo Pérez       | TVN                |
| 2007               | Tres son multitud      | Nicolás García      | Mega               |
| 2008               | Comedor de diario      | Francisco Klein     | Vía X              |
| 2009               | Aquí no hay quien viva | Rafael Fernández    | Chilevisión        |
| 2010               | Cartas de mujeres      |                     | Chilevisión        |
| 2011               | Karma                  |                     | Chilevisión        |
| 2011               | Ala chilena            | Juan Carlos Martini | TVN                |
| 2012               | Solita camino          | Petterson           | Mega               |
| 2015               | Familia moderna        | Ex pololo de Paula  | Mega               |

## Programas de televisión
- Juga2 (TVN, 2013) - Participante